# Сопотниця
Сопотниця (пол. Sopotnicki Potok) — гірська річка в Польщі, у Новотарзькому повіті Малопольського воєводства. Права притока Грайцарика, (басейн Балтійського моря).

## Опис
Довжина річки 9 км. Формується притоками та безіменними струмками.

## Розташування
Бере початок на південно-західних схилах гори Скалка (1127,1 м) на висоті приблизно 1040 м над рівнем моря (гміна Щавниця). Тече переважно на південний захід і у селі Щавниця впадає у річку Грайцарик, праву притоку Дунайця.